# کریس پاتن
کریستوفر فرانسیس پاتن (زادهٔ ۱۲ مهٔ ۱۹۴۴) رئیس کنونی دانشگاه آکسفورد، رئیس پیشین بی‌بی‌سی تراست و فرماندار اسبق هنگ‌کنگ است .

او فعالیت خود را در حزب محافظه‌کار بریتانیا با عضویت در پارلمان این کشور و پیوستن به کابینه آغاز کرد. در مقام رئیس حزب، او محافظه کاران را برای دست‌یابی به چهار پیروزی انتخاباتی متوالی در سال ۱۹۹۲ هدایت کرد اما سرانجام کرسی خود در مجلس عوام را از دست داد .

پاتن از سال ۱۹۹۲ تا ۱۹۹۷ که هنگ‌کنگ به چین ملحق شد، فرماندار و فرمانده کل نیروهای مسلح هنگ‌کنگ بود. در مقام فرماندار، فعالیت‌های او منجر به بالارفتن سطح زندگی اهالی هنگ‌کنگ و گسترش قابل توجه نظام رفاه اجتماعی آن کشور شد.

کریس پاتن از سال ۱۹۹۹ تا ۲۰۰۴ به عنوان یکی از دو نماینده بریتانیا در کمیسیون اروپا فعالیت کرد؛ سپس به بریتانیا بازگشت و از سال ۲۰۰۳ رئیس دانشگاه آکسفورد شد .

در سال ۲۰۰۵، پاتن مقام اشرافی‌گری غیر موروثی دریافت کرد. در ۷ آوریل ۲۰۱۱، ملکه الیزابت دوم حکم ریاست وی بر بی‌بی‌سی تراست (بدنهٔ اجرایی بنگاه سخن‌پراکنی بریتانیا) را تنفیذ نمود.
پاتن در ۶ مهٔ ۲۰۱۴ به علت بیماری از ریاست بی‌بی‌سی تراست استعفا کرد.

## اوایل زندگی
فرانک پاتن، پدر کریس، به عنوان یک طبل‌زن (درامر) در اجرای موسیقی‌های جاز فعالیت می‌کرد و بعدها به یک ناشر موسیقی محبوب تبدیل شد. مادرش، جوآن، او را به یک مدرسهٔ ابتدایی کاتولیک در گرینفورد به نام بانوی ملاقات مافرستاد. کریس سپس به مدرسه مستقل سنت بندیکت در ایلینگ (واقع در غرب لندن) رفت. در آنجا برندهٔ حقوق تقاعد شد و برای تحصیل در رشتهٔ تاریخ مدرن به کالج بالیول، آکسفورد رفت. کریس پاتن نخستین فرد از خانواده‌اش بود که به دانشگاه راه یافت .

پس از اخذ مدرک کارشناسی‌ارشد با رتبهٔ بالا در سال ۱۹۶۵، پاتن برای کمپین جمهوری‌خواهی شهردار نیویورک، جان لیندسی، در مقام گزارشگر تلویزیونی عملکرد رقیب وی ویلیام باکلی جونیور فعالیت می‌کرد .

پاتن از سال ۱۹۶۶ در حزب محافظه‌کار فعالیت کرد. در ابتدا از سال ۱۹۷۴ تا ۱۹۷۹ مدیر و مسئول بخش تحقیقات این حزب بود.